# Louis Diercxsens
Louis Diercxsens (28. rujna 1898. — 21. travnja 1992.) je bivši belgijski hokejaš na travi. Igrao je na mjestu napadača.
Osvojio je brončano odličje na hokejaškom turniru na Olimpijskim igrama 1920. u Antwerpenu (Anversu) igrajući za Belgiju. 
Sudjelovao je na još jednim Olimpijskim igrama. Na hokejaškom turniru na Olimpijskim igrama 1928. u Amsterdamu igrajući za Belgiju na svih 5 susreta osvojio 4. mjesto. Bio je 5. strijelcem turnira s 4 postignuta pogotka.

## Vanjske poveznice
- Profil na Sports Reference.com  Arhivirana inačica izvorne stranice od 19. svibnja 2011. (Wayback Machine)